# Busenhaus
Busenhaus ist ein Weiler, der zur Ortschaft Langnau und damit zur baden-württembergischen Stadt Tettnang im Bodenseekreis gehört.

## Lage
Der Weiler Busenhaus liegt etwa sieben Kilometer südöstlich der Tettnanger Stadtmitte auf einer Höhe von 499 m ü. NHN am westlichen Rand des Degersees, zwischen den ebenfalls zu Tettnang gehörenden Weilern Wielandsweiler im Nordwesten und Oberwolfertsweiler im Nordosten sowie dem zu Kressbronn gehörenden Schleinsee im Südwesten.

## Verkehr
Busenhaus ist durch die Linie 235 (Kressbronn–Hiltensweiler) des Bodensee-Oberschwaben Verkehrsverbunds (bodo) in das öffentliche Nahverkehrsnetz eingebunden.
Durch Busenhaus verlaufen mehrere von der Stadt Tettnang ausgeschilderte Wanderwege sowie die erste Etappe des Jubiläumswegs Bodenseekreis vom Kressbronner Bahnhof nach Neukirch.